# Kenneth Ferrie

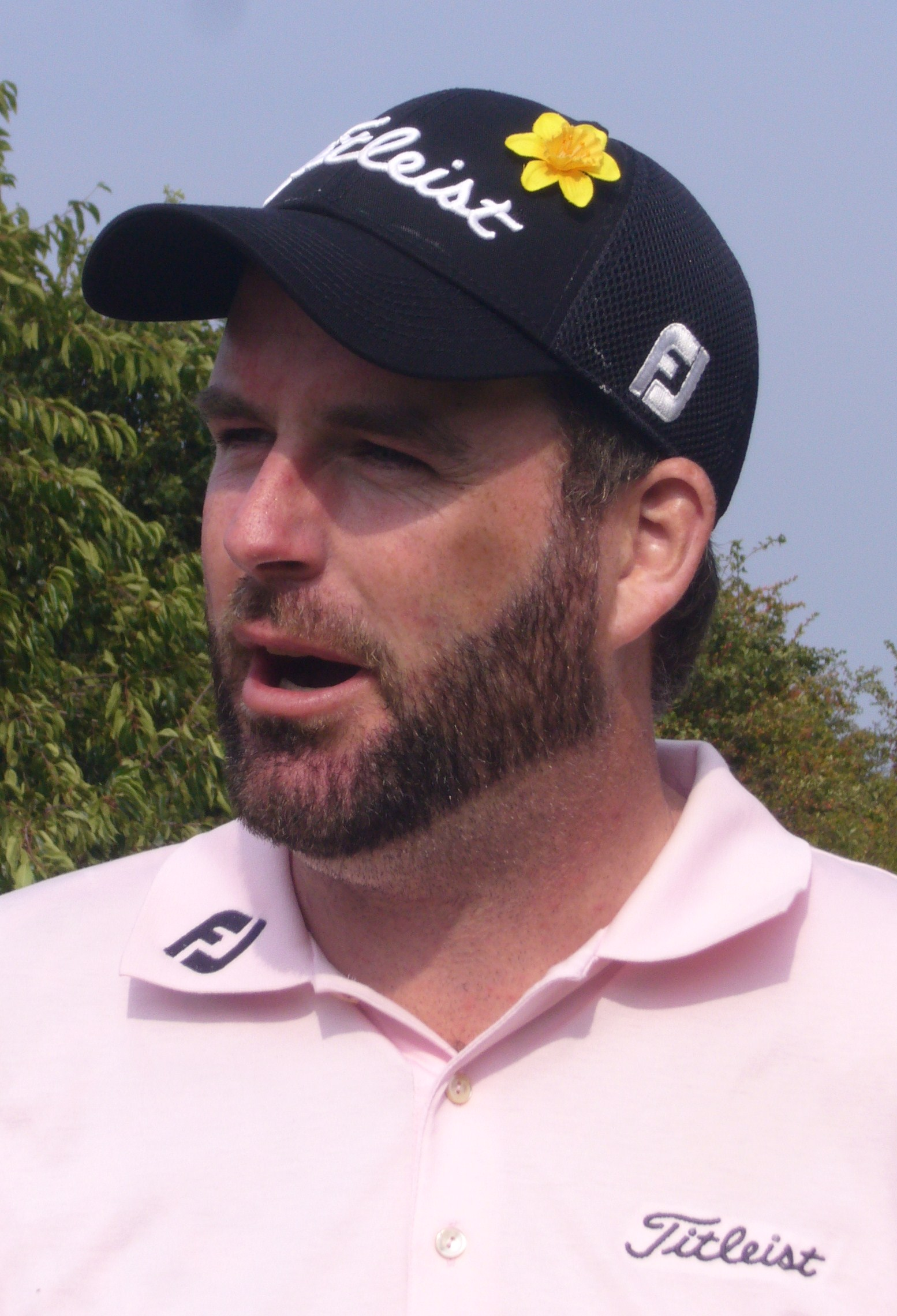
KLM Open 2009. Het narcisje op zijn pet en tas toont zijn betrokkenheid bij de Stichting Marie Curie Cancer Care

Kenneth A. Ferrie (Ashington, Northumberland, 28 september 1978) is een Engelse golfprofessional.

## Amateur
Nadat Ferrie in 1996 het Brits Kampioenschap Boys wint wordt hij uitgenodigd voor een toernooi van de Europese Tour: de Slaley Hall Northumberland Challenge. Het wordt gewonnen door Retief Goossen. Dan gaat hij naar het Midland College in Texas waar hij tweemaal NJCAA All American wordt.

#### Teams
- Jacques Leglise Trophy (namens Groot-Brittannië & Ierland): 1996

## Professional
Ferrie wordt in 1999 professional en begint in 2000 op de Challenge Tour (CT) te spelen, waar hij in zijn eerste seizoen het Tessali Open del Sud wint. Dan gaat hij naar de Tourschool en haalt zijn spelerskaart voor 2001. Hij speelt zo veel mogelijk toernooien op de Europese Tour, maar tussendoor ook op de Challenge Tour, en behaalt daar zijn tweede overwinning, de Challenge Total Fina Elf. Terug op de Tourschool haalt hij zijn kaart voor 2002, die hij verlengt vooral door een derde plaats bij het Novotel Perrier Open de France.
In 2003 komt zijn eerste overwinning op de Europese Tour (ET). Door het winnen van het Canarias Open de España heeft hij speelrecht in 2004 en 2005. In 2005 wint hij het Smurfit European Open en verlengt dat speelrecht met vijf jaren omdat dit een van de grootste toernooien van het jaar is. Hij staat eind 2005 op de 11de plaats op de Order of Merit.
In 2006 speelt hij het US Open op Winged Foot. Tijdens de derde ronde komt hij aan de leiding te staan, later die dag deelt hij de leiding met Phil Mickelson. Geoff Ogilvy wint uiteindelijk, en Ferrie wordt 6de.
In 2007 speelt hij vooral in Europa, zijn moeder is ziek en hij wil niet te veel reizen. Zij overlijdt begin 2008, waarna hij op de Amerikaanse PGA Tour gaat spelen. Hij verliest zijn kaart en speelt in 2009 weer in Europa.
Op het KLM Open staat hij na twee dagen op een gedeelde 3de plaats na rondes van 66 en 67. Na een derde ronde van 69 heeft hij alle kansen om in de top-10 te blijven maar dat gebeurt niet.

### Gewonnen

#### Nationaal
- 2005: Northern Rock Masters

#### Challenge Tour
- 2000: Tessali Open del Sud
- 2001: Challenge Total Fina Elf

#### Europese Tour
- 2003: Canarias Open de España
- 2005: Smurfit European Open
- 2011: Oostenrijks Open

### Teams
- The Royal Trophy (namens Europa): 2006 (winnaars)

## Marie Curie
Ferrie ondersteunt de Stichting Marie Curie Cancer Care. Dit toont hij door op zijn pet een kleine gele narcis te dragen. De moeder van Kerrie overleed begin 2008 aan kanker.
Kenneth is na het KLM Open 2009 getrouwd.

## Trivia
- Ferrie's broer Iain is ook golfprofessional en heeft op de Challenge Tour gespeeld.